# Oio
Oio é uma região da Guiné-Bissau. Sua capital é a cidade de Farim. Possui 215.259 habitantes (2009), correspondente a 14,85% da população do país.

## Setores
- Bissorã
- Farim
- Mansabá
- Mansoa
- Nhacra

## Demografia
| 1979   | 1991   | 2009   |
| 135114 | 155312 | 215259 |

## População por etnia e religião
Na região de Oio, as etnias Balanta e Mandinga representam 43,6% e 32,9% da população, respectivamente.

Aqui, os muçulmanos correspondem a 47,1%, os animistas a 20,8% e os cristãos a 15,8%.